# Antonio Miguel Bernal
Antonio-Miguel Bernal Rodríguez (El Coronil, Província de Sevilha, Sevilha, Espanha, 1941) é um historiador e economista espanhol.
Recebeu em 2006 o Premio Nacional de Historia de España.